# Fred Forest

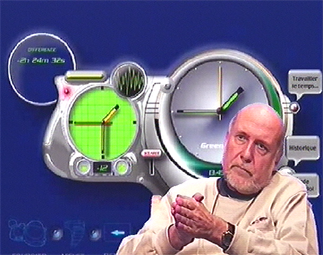
Fred Forest, 1995

Fred Forest (* 6. Juli 1933 in Muaskar, Algerien) ist ein algerisch-französischer Pionier der Videokunst, Medienkünstler, Maler, Zeichner, Grafiker und Professor.

## Leben und Werk
Fred Forest ist Autodidakt und arbeitete 15 Jahre lang, erst in Algerien und später in Frankreich, als Postbote. In den 1960er Jahren wurde er Illustrator für die Zeitungen Combat und Echos. Die ersten experimentellen Videos „The Telephone Booth“ und „The Wall of Arles“ entstanden 1967, aufgenommen mit einer Portapak-Videokamera. 1969 nahm er zum ersten Mal mit einem interaktiven Video „Interrogation 69“ in Tours an einer Ausstellung teil.
Habilitiert wurde Forest in den Geisteswissenschaften an der Sorbonne. Die Prüfungskommission bildeten Abraham Moles, Frank Popper und Jean Duvignaud.
Forest lehrte an der Universität Cergy-Pontoise, der Université Paris 1 Panthéon-Sorbonne, der Universität Nizza Sophia-Antipolis und ist Direktor des Musée d’Art Moderne et d’Art Contemporain in Nizza.
1974 gründete er mit Hervé Fischer und Jean-Paul Thénot das Sociological Art Collective. Die Gruppierung wurde 1976 von Pierre Restany zur Biennale von Venedig eingeladen. 1983 gründete Fred Forest die Bewegung Communication Aesthetics und 1997 wurde er Mitbegründer der Fête de l’Internet.
Zahlreiche französische Texte über Kunst, Kommunikation und Technologie wurden von ihm veröffentlicht.

## Ausstellungen
Fred Forest wurde zur documenta 6 in Kassel eingeladen. Weitere Ausstellungen fanden statt im Museum of Modern Art, New York City, Centre Georges Pompidou, Espace Pierre Cardin, Musée d’art moderne de la Ville de Paris, Fundació Joan Miró, Barcelona und dem Centro de Arte y Comunicación in Buenos Aires. Die Slought Foundation in Philadelphia organisierte 2007 eine Retrospektive.

## Auszeichnungen
- 1973: Preis der Biennale von São Paulo
- 1995: Preisträger beim Festival of Electronic Arts in Locarno